# Хипербола (књижевност)
Хипербола (стгрч. ὑπερβολή (huperbolḗ), од ὑπέρ (hupér, „пре”) и βάλλω (bállō, „бацити”) употреба је претеривања као реторички уређај или стилска фигура. У реторици она је позната и као аукесис (бук. „раст”). У поезији и у јавним говорима се наглашава, изазива јака осећања и ствара јаке утиске. Као стилска фигура, обично се не сматра озбиљно.

## Употреба
Хипербола се такође може користити у случајевима таквих претеривања ради нагласка или ефекта. Хипербола се често користи у неформалном говору као појачивач, као на пример рећи „врећа је тежила тону”. Хипербола указује на то да је говорник пронашао врећу која је изузетно тешка, иако није била ништа попут буквалне тоне. Разумевање хипербола и њихових употреба у контексту могу додатно унапредити способност да се схвате поруке које шаље говорник. Употреба хипербола углавном преноси осећања или емоције од говорника, или од оних о којима говори говорник. Хипербола се може користити у виду хумора, узбуђења, невоље и многих других емоција, све у зависности од контекста којег говорник користи.

## Примери
- Тај кофер је тежио тону![9]
- Велика је ко коњ.[10]
- „Кад је виђу да се смије млада,
свијет ми се око главе врти.” — Горски вијенац
- „Срб и Турчин не слаже се нигда,
но ће прије море ослачати.” — Горски вијенац